# Alturas do Barroso
Alturas do Barroso is een plaats (freguesia) in de Portugese gemeente Boticas en telt 444 inwoners (2001).